# Snow Dome (Canadá)
Snow Dome é uma montanha situada sobre a divisória continental da América do Norte, no campo de gelo Columbia, onde os limites do Parque Nacional Banff e do Parque Nacional Jasper encontram as fronteiras das províncias de Alberta e Colúmbia Britânica, no Canadá.
A montanha foi designada em 1898 por John Norman Collie, devido ao seu maciço lembrar uma cúpula (em inglês: "dome").
O cume atinge 3456 m de altitude, e é muito possivelmente um apogeu orohidrográfico da América do Norte, dependendo da definição do limite entre os oceanos Ártico e Atlântico, e de qual destes a baía de Hudson fará parte. (o outro apogeu é o Triple Divide Peak no Parque Nacional Glacier, Montana, Estados Unidos.) É um triponto hidrográfico entre três grandes bacias hidrográficas. A água que cai no topo do Snow Dome drena para cursos de água que podem dirigir-se para o oceano Pacífico (via Bryce Creek, rio Bush e rio Columbia), para o oceano Ártico (via rio Sunwapta e rio Athabasca), ou para a baía de Hudson (via rio North Saskatchewan). O glaciar Dome drena para nordeste, o glaciar Stutfield drena para noroeste, o glaciar Columbia drena para oeste e o glaciar Athabasca drena para leste desta montanha.

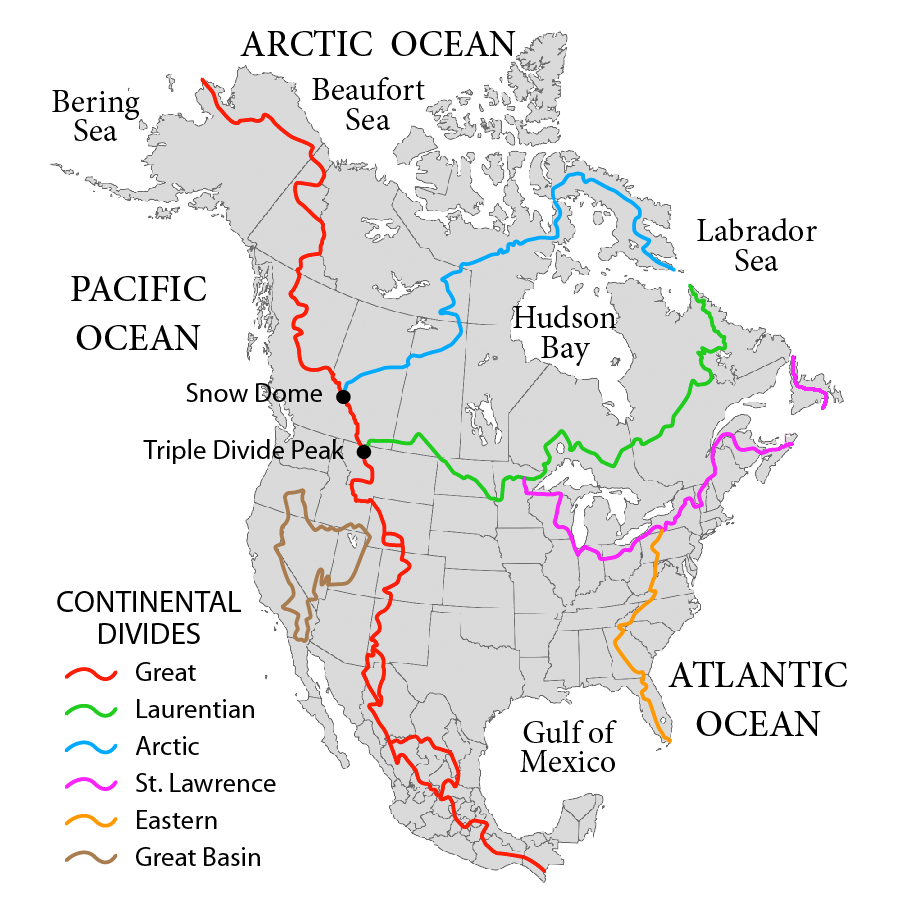
Mapa das grandes divisórias na América do Norte. O Snow Dome está na fronteira entre as divisórias Grande (vermelho) e Ártica (azul).